# دم الاخوين (مرجان)
دَم الأخَوين (الاسم العلمي Tubipora musica) نوع من المرجان. 